# De Bellinga's: Vakantie op stelten
De Bellinga's: Vakantie op stelten is een Nederlandse film uit 2023 rondom de familie Bellinga. De film is een vervolg op De Bellinga's: Huis op stelten.

## Verhaal
De familie Bellinga gaat op vakantie. De dag voor vertrek gaat Daniël golfen en twee andere golfers gaan een weddenschap met hem aan. Als hij een bal weet te putten, krijgt hij 5000 euro, lukt dat niet, dan moet hij 5000 euro betalen. De golfvaardigheden van Daniël zijn niet geweldig en dus verliest hij het geld, dat bedoeld was om de vakantie te betalen. De rest van het gezin weet van niets. Samen met buurvrouw Bets bedenkt Daniël een plan om het geld terug te verdienen. Daniël moet de reis naar Frankrijk vertragen, terwijl Bets probeert het geld terug te verdienen door in het huis van de Bellinga's rondleidingen te geven.

## Rolverdeling
| Acteur              | Personage         | Opmerkingen           |
| ------------------- | ----------------- | --------------------- |
| Luan Bellinga       | Zichzelf          |                       |
| Lucilla Bellinga    | Zichzelf          |                       |
| Luxy Bellinga       | Zichzelf          |                       |
| Lucius Bellinga     | Zichzelf          |                       |
| Fara Bellinga       | Zichzelf          | moeder                |
| Daniël Bellinga     | Zichzelf          | vader                 |
| Hetty Heyting       | Buuf Bets         |                       |
| Tijn Docter         | Golfer Jaap       |                       |
| Victor Löw          | Golfer Harry      |                       |
| Tjebbo Gerritsma    | Boer Jaap         |                       |
| Billie Reidinga     | Roos              | dochter van boer Jaap |
| Hassan Slaby        | Floris            |                       |
| Michiel Kerbosch    | Cees              |                       |
| John Kraaijkamp jr. | Buurman           |                       |
| Tina de Bruin       | Buurvrouw         |                       |
| Jeroen Kramer       | Journalist        |                       |
| Florence Vos Weeda  | Journaliste       |                       |
| Nick Golterman      | Tourguide busreis |                       |
| Buddy Vedder        | stem van Luca     | robot                 |

## Prijzen
Net als hun eerste film, heeft ook deze film de gouden status gekregen voor het bereiken van 100.000 bezoekers.